# Henri Alexandre de Catt

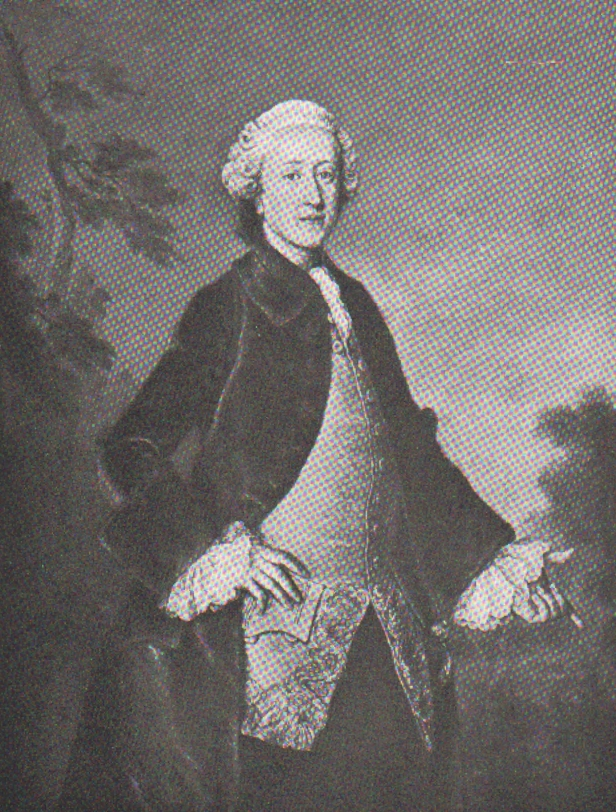
Portret door Joachim Martin Falbe

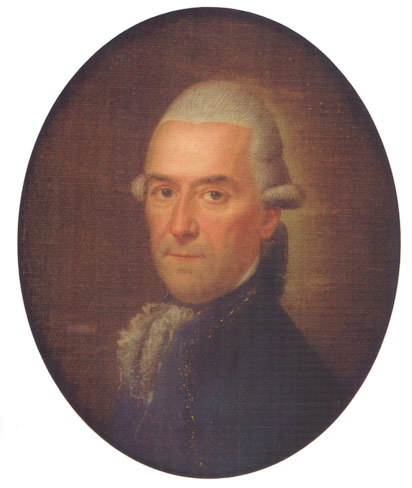
Portret door Paul Joseph Bardou

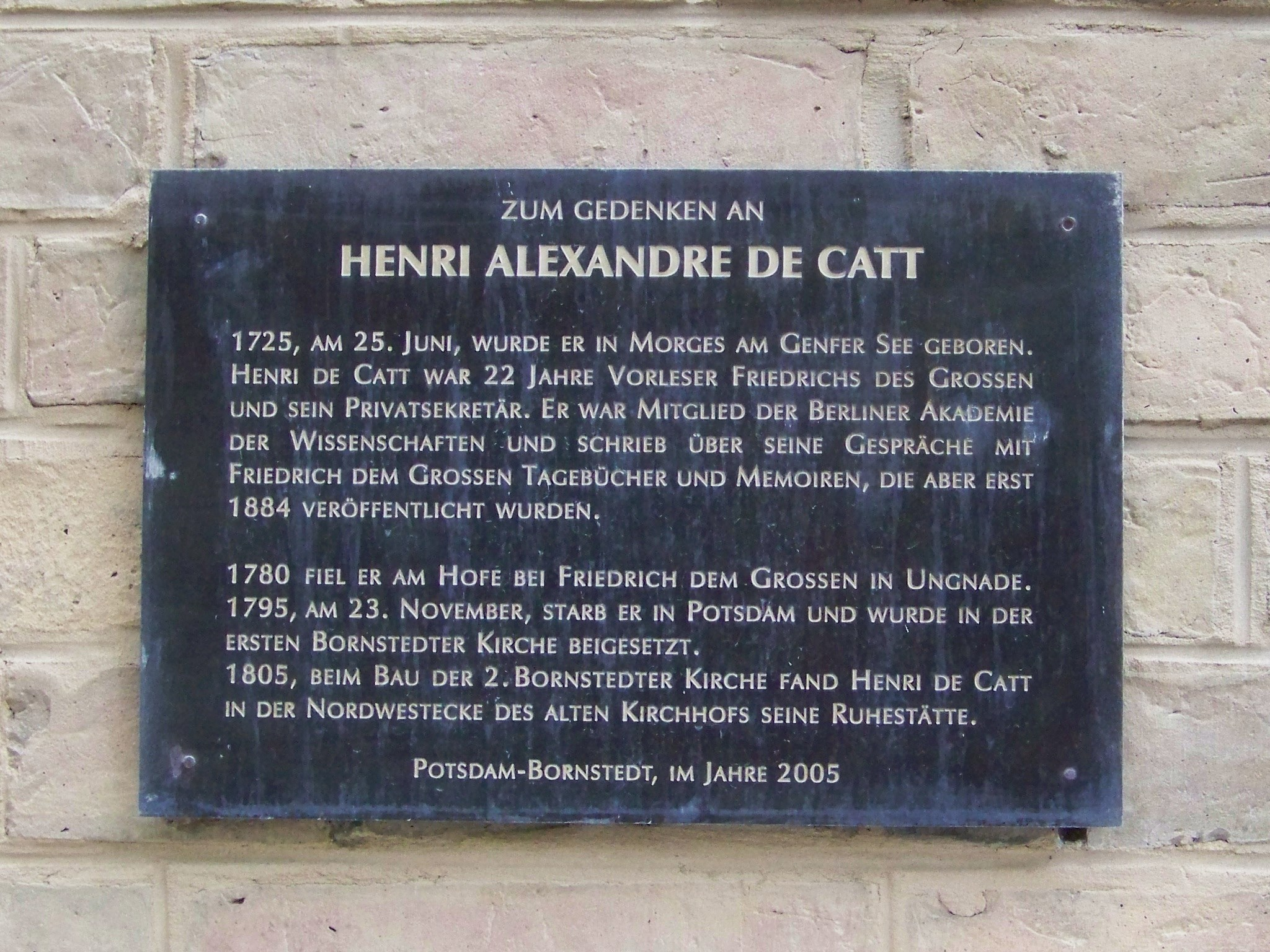
Gedenksteen aan de klokkentoren van de kerk van Bornstedt (Potsdam) waar hij begraven ligt

Henri Alexandre de Catt (Morges, 25 juni 1725 – Potsdam, 23 november 1795) was een Zwitsers geleerde die van 1758 als privé-secretaris en vertrouweling van Frederik de Grote werkte.
De Catt studeerde te Lausanne, Genève en Utrecht.
In 1755 correspondeerde hij met de Franse letterkundige Laurent Angliviel de la Beaumelle.
In 1755 was De Catt privéleraar van een broer van de schrijfster Isabelle de Charrière.
Op een trekschuit op de Utrechtse Vecht raakt hij in gesprek met Frederik de Grote, die incognito op bezoek was bij de bankier Isaac de Pinto.
Frederik de Grote was onder de indruk en nodigde de Catt uit om voor hem te komen werken. Hij trad in 1758 in dienst als voorlezer voor de koning, maar in praktijk moest hij als privé-secretaris diens Franse teksten verbeteren.
In 1760 benoemde Frederik hem tot lid van de Pruisische Academie van Wetenschappen.
In 1780 viel hij uit de gratie en werd hij ontslagen.
Al die tijd hield hij een dagboek bij, dat in 1884 gepubliceerd werd en een belangrijke bron vormt van gegevens over Frederik de Grote.
Zijn laatste levensjaren was hij blind.